# Список эпизодов телесериала «Братья и сёстры»
Список эпизодов американского телесериала «Братья и сёстры»

## Эпизоды

### Сезон 1 (2006-07)
| № общий | № в сезоне | Название                       | Режиссёр             | Автор сценария                                                  | Дата премьеры     | Зрители в США (млн) |
| --- | ---------- | ------------------------------ | -------------------- | --------------------------------------------------------------- | ----------------- | ------------------- |
| 1 | 1          | «Patriarchy»                   | Ken Olin             | Jon Robin Baitz                                                 | сентябрь 24, 2006 | 16.10               |
| Ведущая популярного в Нью-Йорке радиошоу Китти Уолкер (республиканка) приезжает в свой родной город Лос-Анджелес. Три года она не разговаривала с матерью и теперь для них обеих настало время выяснить отношения. В родительском доме собирается вся большая и дружная семья — старшая сестра Сара с мужем и двумя детьми, брат Томми с супругой Джули, ещё один брат Кевин — адвокат и представитель нетрадиционной сексуальной ориентации, и младший брат Джастин, который недавно вернулся с войны и подсел на наркотики, а также любимый дядя Соул. Её старшая сестра, работающая в семейной компании, выясняет, что её отец Уильям Уолкер чуть не разорил компанию.                                                  |            |                                |                      |                                                                 |                   |                     |
| 2 | 2          | «An Act of Will»               | Мэтт Шекман          | Jon Robin Baitz & Marti Noxon                                   | октябрь 1, 2006   | 13.90               |
| От сердечного приступа умирает глава семьи — Уильям Уолкер. На его похоронах Джастин видит незнакомку, и позже выясняет, какие отношения связывали её и его отца. Кевин зачитывает завещание Уильяма. Выясняется, что Сара становится президентом компании, несмотря на то, что об этой должности давно мечтал Томми. Китти начинает работать в политическом ток-шоу «Красный, белый, синий». Она переезжает к матери. Сара рассказывает Томми и Соулу о том, что натворил Уильям. Компании грозит банкротство. |            |                                |                      |                                                                 |                   |                     |
| 3 | 3          | «Affairs of State»             | Tucker Gates         | Jon Robin Baitz & Emily Whitesell & Craig Wright                | октябрь 8, 2006   | 13.10               |
| Дети узнают, что у их отца был роман с женщиной по имени Холли Харпер. Они пытаются скрыть это от Норы. Китти и её коллега — демократ Уоррен постоянно ссорятся, как в студии, так и вне рабочего времени. Но Китти не может устоять перед его обоянием. В город приезжает давний поклонник Китти, Джонатан, который делает ей предложение. Нора знакомится с Холли и приглашает её на вечеринку в своём доме. Там она шокирует своих детей заявлением, что она давно знает о связи Холли и её мужа. Сара, Томми и Соул пытаются найти выход, чтобы спасти компанию. |            |                                |                      |                                                                 |                   |                     |
| 4 | 4          | «Family Portrait»              | Ken Olin             | Jon Robin Baitz & Craig Wright                                  | октябрь 15, 2006  | 12.00               |
| Китти ссорится с Норой, из-за того, что та повесила в гостиной фотографию, где запечатлены все члены семьи, кроме Китти. Сара и Джо узнают о том, что у их дочери Пейдж диабет. Томми устраивает Джастина на работу в отель. Но тот не может выдержать там несколько дней, срывается и принимает наркотики. Китти не может решить, с кем она хочет остаться, с Уоренном или Джонатаном. Ради матери Кевин отменяет свидание со Скотти, а потом видит его с другим парнем. Нора подозревает, что у её брата есть чувства к Холли. |            |                                |                      |                                                                 |                   |                     |
| 5 | 5          | «Date Night»                   | Allison Liddi-Brown  | David Marshall Grant & Molly Newman                             | октябрь 22, 2006  | 12.10               |
| Китти организует двойное свидание. Она приходит с Джонатаном, а Уоррен приводит ассистентку Эмбер. Кевин также идет на свидание со Скотти. Сара и Джо сталкиваются с трудностями в связи с болезнью Пейдж, но Джастин помогает старшей сестре. Нора впервые за несколько месяцев идет на свидание с давним знакомым Дейвом. В ресторане она встречается с братом и Холли. |            |                                |                      |                                                                 |                   |                     |
| 6 | 6          | «For the Children»             | Frederick E. O. Toye | Jon Robin Baitz & Jessica Mecklenburg                           | октябрь 29, 2006  | 12.67               |
| Томми и Джули хотят завети детей, но Томми узнаёт, что бесплоден. Приближается ежегодный благотворительный бал, на который никто из детей не хочет идти. Нора же мечтает, чтобы хотя бы раз они предстали перед её друзьями в образе «идеальной семьи». Она просит у Сары 25 000 долларов на благотворительность, но Сара не может дать таких денег и не может признаться матери, что «Охай Фудс» на грани банкротства. Кевин приглашает Скотти на благотворительную вечеринку, но выясняет, что Скотти работает там официантом. Он предлагает оплатить Скотти место, но тот на него обижается. Во время бала, Нора узнаёт о том, что её покойный супруг подставил под удар благополучие семьи.                            |            |                                |                      |                                                                 |                   |                     |
| 7 | 7          | «Northern Exposure»            | Lawrence Trilling    | David Marshall Grant & Molly Newman                             | ноябрь 5, 2006    | 13.73               |
| Аналитики предлагают Уолкерам продать семейное ранчо. Сара решается на это, но остальные члены семьи её не поддерживают. Нора предлагает детям провести выходные на ранчо, но у каждого находиться повод не ехать. Однако позже, каждый член семьи решает поехать в загородный дом с мыслью, что он будет там один. Никто не подозревает, что уикенд превратиться о очередное семейное сборище со скандалами, ссорами и примирениями. Томми просит Кевина быть донором для того, чтобы Джулия смогла забеременеть. Кевин не может пойти на это, и тогда свою помощь предлагает Джастин. Сара находит на чердаке фотографию младенца и не может понять, кто на ней изображен.                                               |            |                                |                      |                                                                 |                   |                     |
| 8 | 8          | «Mistakes Were Made, Part One» | Michael Lange        | Jon Robin Baitz & Craig Wright                                  | ноябрь 12, 2006   | 13.10               |
| Джастин получает письмо с уведомлением о том, что ему необходимо вернуться на службу. Опасаясь за свою жизнь, он думает о том, чтобы уехать из страны. Сара пытается сблизиться с пасынком Гейбом и сделать так, чтобы он чувствовал себя частью семьи. Кевин хочет помириться со Скотти, но у него ничего не получается. Нора ночует в доме Дейва к большому удивлению её детей. Соул и Сара пытаются найти пароль к счёту Уильяма и просят у Холли информацию о её дочери Ребекке. Все семейство вспоминает 11 сентября и события, последовавшие за терактом, в частности новость о том, что Джастин записался в армию.                                                                                                  |            |                                |                      |                                                                 |                   |                     |
| 9 | 9          | «Mistakes Were Made, Part Two» | Ken Olin             | Марк Гуггенхайм & Greg Berlanti                                 | ноябрь 19, 2006   | 13.21               |
| Китти ставит себя в неловкое положение, когда во время интервью просит сенатора Роберта МакКалистера об услуге в обмен на то, что она не будет задавать ему провокационных вопросов о его личной жизни. Вся семья собирается в больнице, узнав, что Джастин пытался покончить с собой. Сара, Томми и Кевин отправляются в Неваду, чтобы найти документы на землю, купленную их отцом. Нора вспоминает день, когда она узнала, что Джастин записался в армию. Китти просит сенатора МакКалистера помочь Джастину. На семейном ужине Томми и Джулия объявляют всем, что у них будет ребёнок. |            |                                |                      |                                                                 |                   |                     |
| 10 | 10         | «Light the Lights»             | Frederick E. O. Toye | Peter Calloway & Cliff Olin                                     | декабрь 10, 2006  | 10.47               |
| Пейдж просит бабушку организовать ужин, посвящённый Хануке в дополнение к празднованию Рождества. Девочка думает, что Бог не услышал её молитв и не вылечил её от диабета. Сенатор предлагает Китти работу в его предвыборном штабе. Уорен критикует МакКалистера и его свиту. Китти также предлагают вести собственное шоу, и сообщают, что хотят уволить Уорена. Джастину предоставили отсрочку от армии сроком на шесть месяцев. Сара, Томми и Соул узнают, что Холли владеет 1/3 земель в Неваде. Они пытаются купить их за меньшую цену. |            |                                |                      |                                                                 |                   |                     |
| 11 | 11         | «Family Day»                   | David Petrarca       | David Marshall Grant & Molly Newman                             | январь 7, 2007    | 12.06               |
| Джастин ложится в реабилитационную клинику. Врачи советуют членам его семье принимать участие в групповой терапии раз в неделю. Китти принимает предложение сенатора МакКалистера. Кевин не одобряет её выбор, так как сенатор выступает против закона о разрешении браков сексуальных меньшинств. Холли становится акционером компании. Она и Нора хотят работать в «Охай Фудс» и просят личные кабинеты. Сара и Томми выделяют им один офис на двоих. Холли предлагает Саре и Томми купить винодельню и производить вино. Сара находит Гейба с бутылкой водки и из-за этого она спорит с Джо. |            |                                |                      |                                                                 |                   |                     |
| 12 | 12         | «Sexual Politics»              | Sandy Smolan         | Monica Breen & Alison Schapker                                  | январь 14, 2007   | 12.46               |
| У Кевина завязываются отношения со звездой мыльных опер, который запутался в определении своей сексуальной ориентации. Сара ревнует Джо, узнав, что он обучает молодую и симпатичную женщину игре на гитаре. В штабе МакКалистера все сотрудники думают, что у Китти и Роберта роман. Чтобы развеять сомнения она говорит всем, что у неё есть парень. Китти и Нора прибегают к помощи агентства знакомств. Нора идет на свидание с геем, которому просто нужна компания. Директор агентства устраивает Китти свидание с… МакКалистером. |            |                                |                      |                                                                 |                   |                     |
| 13 | 13         | «Something Ida This Way Comes» | Michael Lange        | David Marshall Grant & Sherri Cooper-Landsman                   | январь 21, 2007   | 11.95               |
| Дети готовят для Норы праздник по случаю её шестидесятилетия. Однако с самого начала все пошло не так, как задумывалось. Грип подкосил главного организатора вечеринки, Сару, и она передала бразды правленя Кевину, который этому совсем не рад. Томми забирает Джастина из реабилитационной клиники, но вдруг осознаёт, что младшему брату ни в коем случае нельзя пить, а значит на вечеринке не должно быть алкоголя. Вместо видеоролика с поздравлениями, гости видят секретное видео с Сарой и Джо в главных ролях. Китти приводит на праздник Роберта, который очаровывает Нору. Вдобавок ко всему, на вечеринку неожиданно приезжает Ида, мать Норы, которая с самого детства критиковала её.                      |            |                                |                      |                                                                 |                   |                     |
| 14 | 14         | «Valentine’s Day Massacre»     | Michael Schultz      | Peter Calloway & Cliff Olin                                     | февраль 11, 2007  | 11.31               |
| Китти никак не может отказать сенатору на День святого Валентина. Джастин возобновляет отношения с Тайлер. Нора проводит ночь в тюрьме из-за своей подруги. Кевин втайне встречается со Скотти, но все идет на перекосяк. Холли снова предлагает Саре производить вино. |            |                                |                      |                                                                 |                   |                     |
| 15 | 15         | «Love is Difficult»            | Michael Lange        | Jon Robin Baitz & Molly Newman                                  | февраль 18, 2007  | 11.78               |
| Сара и Джо начинают посещать семейного психоаналитика. Кевин узнаёт, что Чад — бисексуал и у него были отношения с женщинами. Томми хочет, чтобы Сара купила его долю акций «Охай Фудс», так что он сможет заняться винодельней с Холли. Джули и Томми узнают, что у них будет двойня. В штабе сенатора узнают, что между МакКалистером и Китти роман. |            |                                |                      |                                                                 |                   |                     |
| 16 | 16         | «The Other Walker»             | Gloria Muzio         | Monica Breen & Alison Schapker                                  | март 4, 2007      | 11.78               |
| Тайна о ещё одном ребёнке Уильяма, Ребекке, наконец, раскрыта. Нора раздавлена этой новостью. Кевин пытается уладить проблему с репортёром из жёлтой газетёнки, который пишет гадкие статьи о сексуальности Чада. Сара одерживает первую победу над Холли, рассказав Ребекее о том, что она — дочь Уильяма Уолкера, из-за чего девушка ругается с матерью. Холли объявляет войну Саре. Джастин пытается сблизиться с Ребеккой. |            |                                |                      |                                                                 |                   |                     |
| 17 | 17         | «All in the Family»            | Дэвид Пеймер         | Sherri Cooper-Landsman & David Marshall Grant                   | апрель 1, 2007    | 9.13                |
| Нора приглашает Холли и Ребекку на семейный ужин, чтобы познакомиться с ней поближе. Однако не все дети одобряют эту идею и готовы принять дочь Уильяма в семью. Между тем, Нора посещает занятия по литературе, которые преподаёт её давний знакомый. Сенатор МакКалистер знакомит Китти со своими детьми, но встреча проходит неудачно. Кевин хочет наладить отношения с Чадом. |            |                                |                      |                                                                 |                   |                     |
| 18 | 18         | «Three Parties»                | Sandy Smolan         | Jon Robin Baitz & Marc Guggenheim                               | апрель 8, 2007    | 10.98               |
| Сара едет с Китти в родной город сенатора, чтобы взять интервью у его друзей, в том числе и у его школьной возлюбленной. Нора идет на свидание с профессором, в то время как Джастин идет на вечеринку с Ребеккой. Чад порывает с Кевином. |            |                                |                      |                                                                 |                   |                     |
| 19 | 19         | «Game Night»                   | Matt Shakman         | Story by: Peter Calloway & Cliff Olin Teleplay by: Molly Newman | апрель 15, 2007   | 11.49               |
| Китти организует для Кевина свидание с братом сенатора, который к тому же республиканец (Кевин — убеждённый демократ). Но Кевин все портит, так как начинает выступать против МакКалистера. Он и сенатор винят во всем Китти. Нора и Китти встречают соседей — «идеальную семью», с которой они когда проводили семейные игры. Нора хочет сразиться с ними ещё раз, чтобы показать, что Уолкеры — лучшие, ведь последняя игра закончилась для них поражением. Китти поддерживает её, однако другие дети не хотят впадать в детство. Китти приглашает на игру сенатора. На вечеринку приходит и Ребекка, однако из-за неё Уолкеры снова проигрывают. На следующий день Ребекка признаётся, что Джо, муж Сары, поцеловал её. |            |                                |                      |                                                                 |                   |                     |
| 20 | 20         | «Bad News»                     | Jason Moore          | Monica Breen & Alison Schapker                                  | апрель 29, 2007   | 11.52               |
| Профессор шантажирует Нору плохой оценкой, чтобы она пошла с ним на свидание ещё раз. В авиакатастрофе погибает сотрудник штаба сенатора. И МакКалистер, и Китти чувствуют свою вину. Холли рассказывает Саре, что Джо поцеловал Ребекку. Эта новость ставит под угрозу их брак. |            |                                |                      |                                                                 |                   |                     |
| 21 | 21         | «Grapes of Wrath»              | Michael Morris       | Sherri Cooper-Landsman & David Marshall Grant                   | май 6, 2007       | 10.83               |
| Томми Уолкер организует вечеринку в честь открытия виноградников. Китти, Кевин, Джастин и Томми, узнав о том, что сделал Джо, не хотят с ним общаться. Сара просит их не делать этого и говорит, что во всем разберется сама. Холли целует профессора, и об этом узнаёт Нора. Она обижена и шокирована. Позже женщины дерутся в доме Томми. После вечеринки Джулия неожиданно почувствовала себя плохо — у неё начались преждевременные роды. |            |                                |                      |                                                                 |                   |                     |
| 22 | 22         | «Favorite Son»                 | Gloria Muzio         | Benjamin Kruger & Daniel Silk                                   | май 13, 2007      | 11.92               |
| Джулия рожает двойню. Девочка родилась здоровой, однако мальчику требуется пересадка органа. Томми и Джулия должны принять важное решение, которое может стоить жизни обоих младенцев. Кевин помогает Китти решить проблему с человеком, шантажирующим сенатора. Джастин готовится вновь отправиться в Ирак. Китти и сенатор решили пожениться. Томми и Джулия принимают решение, связанное с Элизабет и Уильямом-младшим. |            |                                |                      |                                                                 |                   |                     |
| 23 | 23         | «Matriarchy»                   | Ken Olin             | Greg Berlanti & Jon Robin Baitz                                 | май 20, 2007      | 12.66               |
| Нора планирует небольшую вечеринку по случаю обручения Китти и Роберта. Однако, когда Роберт приглашает всю свою семью, вечеринка превращается в балаган (роль дядюшки Роберта сыграл известный режиссёр Гарри Маршалл). Соул случайно сталкивается со своим старым другом, который оказывается геем. Джулия до сих пор не может оправиться после смерти малыша, она впадает в депрессию. На вечеринку приходят Холли и Ребекка. Джастин говорит сводной сестре, что уезжает в Ирак, но не хочет, чтобы об этом узнали его родные. Ребекка рассказывает об этом Норе, и она едет с Китти в аэропорт, чтобы проводить Джастина. На прощание она умоляет его вернуться живым.                                                |            |                                |                      |                                                                 |                   |                     |

### Сезон 2 (2007-08)
| № общий | № в сезоне | Название                    | Режиссёр         | Автор сценария                                         | Дата премьеры     | Зрители в США (млн) |
| --- | ---------- | --------------------------- | ---------------- | ------------------------------------------------------ | ----------------- | ------------------- |
| 24 | 1          | «Home Front»                | Ken Olin         | Monica Owusu-Breen & Alison Schapker                   | сентябрь 30, 2007 | 13.26               |
| Прошёл год со смерти Уильяма Уолкера. От Джастина по-прежнему нет вестей. Тем не менее все стараются не унывать, чтобы весело отметить день рождения Китти. Сара пытается сохранить свой брак, в то время как Томми хочет помочь Джулии избавиться от депрессии. Кевин начинает понимать, что ради любви нужно идти на жертвы. А Китти узнаёт, каково это быть невестой сенатора. Кроме этого, Соула навещает старый друг, после чего он пытается ответить на вопрос, кто он на самом деле. А Ребекка отчаянно пытается найти своё место в семье Уолкер. |            |                             |                  |                                                        |                   |                     |
| 25 | 2          | «An American Family»        | Gloria Muzio     | David Marshall Grant & Molly Newman                    | октябрь 7, 2007   | 12.21               |
| Нора, Кевин и Китти едут встречать Джастина. По дороге они слышат как ведущий радиопередачи всячески критикует Уолкеров. Взбешённая Китти звонит в редакцию, но от этого ситуация не становится лучше. Томми пока не может справиться с ролью отца, а Джулия винит его в смерти их ребёнка. Китти и Роберт стараются совместить личную и публичную жизнь. Сара и Ребекка, наконец, говорят о том, что произошло между ней и Джо. |            |                             |                  |                                                        |                   |                     |
| 26 | 3          | «History Repeating»         | Мэтт Шекман      | Jon Robin Baitz & Jennifer Cecil                       | октябрь 14, 2007  | 12.71               |
| Нора и Ребекка думают о том, как помочь Джастину справиться с болью после войны. Джулия говорит Томми, что ей и Элизабет нужно пожить у её родителей. Кевин ужинает со Скотти, а Китти встречается с бывшей женой Роберта, Кортни. |            |                             |                  |                                                        |                   |                     |
| 27 | 4          | «States of Union»           | Michael Schultz  | Sherri Cooper-Landsman & Liz Tigelaar                  | октябрь 21, 2007  | 11.92               |
| Нора, Сара и Китти готовятся к предстоящей свадьбе. У Томми начинается интрижка с ассистенткой Леной, пока Джулия с дочерью живёт у родителей. Ребекка беспокоится о состоянии Джастина. Кевин давит на Соула, чтобы тот рассказал о его прошлом. |            |                             |                  |                                                        |                   |                     |
| 28 | 5          | «Domestic Issues»           | Ken Olin         | Peter Calloway & Cliff Olin                            | октябрь 28, 2007  | 12.75               |
| Джо и Сара начинают борьбу за опеку над детьми. Китти узнаёт, что беременна и это приводит к ссоре с Робертом. Джо получает единоличную опеку над детьми. |            |                             |                  |                                                        |                   |                     |
| 29 | 6          | «Two Places»                | Gloria Muzio     | Monica Owusu-Breen & Alison Schapker                   | ноябрь 4, 2007    | 12.25               |
| Семья Уолкер переживает трагедию. Китти знакомит Роберта с экспертом, чтобы помочь ему с предвыборной кампанией. Поведение Пейдж заставляет Джо пересмотреть своё отношение к единоличной опеке. Он и Сара приходят единому решению. Китти теряет ребёнка. Ребекка узнаёт, что Джастин опять принимает наркотики. Она переезжает к матери. |            |                             |                  |                                                        |                   |                     |
| 30 | 7          | «36 Hours»                  | Дэвид Пеймер     | Molly Newman & David Marshall Grant                    | ноябрь 11, 2007   | 12.53               |
| После того, как братья и сестры узнают, что Джастин снова принимал наркотики, они срочно созывают семейный совет. Они не хотят снова класть его в реабилитационную клинику, но принимают странное решение. Кевин продолжает выпытывать у Соула правду о его ориентации. В конце концов, Соул признаётся Норе, что когда-то он был влюблен в мужчину. |            |                             |                  |                                                        |                   |                     |
| 31 | 8          | «Something New»             | Michael Morris   | Jennifer Cecil & Sherri Cooper-Landsman                | ноябрь 25, 2007   | 12.52               |
| Нора встречается с человеком из прошлого. Между Сарой и её новым знакомым вспыхивает искорка. Томми чувствует себя виноватым, порывает с Леной, потому что не хочет быть похожим на своего отца. Джулия и Лиззи возвращаются домой. Кевин и Скотти проводят вместе ночь. А у Джастин начинается новый роман. |            |                             |                  |                                                        |                   |                     |
| 32 | 9          | «Holy Matrimony»            | Robert Lieberman | Mark B. Perry and Monica Owusu-Breen & Alison Schapker | декабрь 2, 2007   | 12.66               |
| Политический скандал заставляет Китти и Роберта поволноваться перед долгожданной свадьбой. Нора запуталась в отношения со старым другом, а Холли навещает нежданный гость после долгожданной церемонии бракосочитания Китти и Роберта. |            |                             |                  |                                                        |                   |                     |
| 33 | 10         | «The Feast of the Epiphany» | Laura Innes      | David Marshall Grant & Jason Wilborn                   | январь 13, 2008   | 10.92               |
| Томми и Джулия пытаются спасти свой брак. Джулия признаётся, что спала с другим мужчиной, а Томми рассказывает ей о романе с Леной. Но Джулия думает, что то, что сделал Томми намного страшнее, так как у него было продолжительная интрижка. Тем не менее, Томми говорит Джулии, что она — любовь всей его жизни. Сходство Ребекки и Дейва заставляет её кое о чём задуматься. Нора и Исак идут на свидание, но им обоим неловко. Грэхэм помогает Саре справиться с её проблемами.                                                                     |            |                             |                  |                                                        |                   |                     |
| 34 | 11         | «The Missionary Imposition» | Michael Morris   | Daniel Silk & Brian Studler                            | февраль 10, 2008  | 8.63                |
| Джастин ходит на занятия в общество анонимных алкоголиков и встречается с ветеранами войны в Афганистане и Ираке. Однако он ещё не готов говорить перед аудиторией. Нора снова встречается с Исаком. |            |                             |                  |                                                        |                   |                     |
| 35 | 12         | «Compromises»               | Дэвид Пеймер     | Cliff Olin & Peter Calloway                            | февраль 17, 2008  | 8.50                |
| Грэхэм помогает Саре набраться уверенности. Роберт и Джейсон, наконец, выясняют отношения. |            |                             |                  |                                                        |                   |                     |
| 36 | 13         | «Separation Anxiety»        | Gloria Muzio     | David Marshall Grant & Molly Newman                    | апрель 20, 2008   | 10.50               |
| Когда возникают проблемы с президентской кампанией, Китти и Роберт принимают важное решение. Нора шокирована неожиданным предложением Исака, так же как и её дети. Ребекка хочет узнать, кто же на самом деле её отец. |            |                             |                  |                                                        |                   |                     |
| 37 | 14         | «Double Negative»           | Michael Schultz  | Josh Reims & Liz Tigelaar                              | апрель 27, 2008   | 11.55               |
| Роберт задумывается о своём будущем в политике. Китти хочет иметь детей, но из-за возраста родить ей будет сложно. Кевин думает, есть ли будущее у него и Скотти. Ребека узнаёт результаты теста ДНК. |            |                             |                  |                                                        |                   |                     |
| 38 | 15         | «Moral Hazard»              | Michael Morris   | Sherri Cooper-Landsman & Jason Wilborn                 | май 4, 2008       | 10.95               |
| Дела в компании «Охай Фудс» идут плохо, и на помощь приходит Холли. Джастин рассказывает братьям и сестрам о том, что Ребекка не дочь Уильяма. Соул раскрывает свою тайну. Кевин шокирует семью. |            |                             |                  |                                                        |                   |                     |
| 39 | 16         | «Prior Commitments»         | Ken Olin         | Greg Berlanti & Monica Owusu-Breen & Alison Schapker   | май 11, 2008      | 11.02               |
| Кевин и Скотти женятся. Соул, в конце концов публично заявляет о своей ориентации. Нора, Сара, Китти, Томми, Кевин и Джастин узнают, что у Уильяма Уолкера был ещё один секрет. |            |                             |                  |                                                        |                   |                     |

### Сезон 3 (2008-09)
| № общий | № в сезоне | Название                         | Режиссёр        | Автор сценария                              | Дата премьеры     | Зрители в США (млн) |
| --- | ---------- | -------------------------------- | --------------- | ------------------------------------------- | ----------------- | ------------------- |
| 40 | 1          | «Glass Houses»                   | Tucker Gates    | Molly Newman & David Marshall Grant         | сентябрь 28, 2008 | 12.35               |
| В семье Уолкер секреты распространяются с бешеной скоростью. Поэтому Ребека и Джастин пытаются скрыть от других свои чувства друг к другу. Братья и сестры хотят найти своего «брата» Райана, но только так, чтобы Нора об этом ничего не узнала. Китти просит близких поддержать её, так как она и Роберт решили усыновить ребёнка. А карьера Кевина в опасности из-за одного из Уолкеров. |            |                                  |                 |                                             |                   |                     |
| 41 | 2          | «Book Burning»                   | Laura Innes     | Sherri Cooper & Jennifer Levin              | октябрь 5, 2008   | 10.62               |
| Напряжение между Кевином и Норой растет. Холли говорит Ребеке, что она теперь может управлять своими деньгами, но Ребеке не понятен мотив матери. Роберт узнаёт, что кто-то из его подчинённых пишет книгу о его провалившейся президентской кампании. Оказывается, что книгу написала Китти. Она случайно оставляет её у матери, и Нора с Джастином читают её. В ней Китти не очень хорошо отзывается о членах своей семьи. Китти и Роберт встречаются с социальным работником, который присоединяется к «типичному» ужину у Уолкеров. Нора и Китти сорятся из-за книги, а МакКалистер заступается за жену. Позже он говорит Китти, что прочитал книгу и считает, что она великолепна. Но если она хочет её издать, то она должна будет уволиться. Холли хочет провести собственное расследование и найти сына Уильяма. |            |                                  |                 |                                             |                   |                     |
| 42 | 3          | «Tug of War»                     | Gloria Muzio    | Josh Reims & Liz Tigelaar                   | октябрь 12, 2008  | 10.09               |
| Кевину предстоит сделать профессиональный выбор, который идет вразрез с его убеждениями. Трудные времена в «Охай Фудс» требуют от Сары, Томми, Соула и Холли принять единственное верное решения. Джастин все ещё избегает разговора с Ребеккой о том, что было на войне. |            |                                  |                 |                                             |                   |                     |
| 43 | 4          | «Everything Must Go»             | Michael Schultz | Nancy Won & Michael Foley                   | октябрь 19, 2008  | 10.03               |
| Нора готовится к очередному благотворительному мероприятию. Она устраивает распродажу старых вещей и вспоминает о прошлом. Роберт проводит интервью кандидатов на место Китти. Холли начинает сама искать потерянного сына Уильяма. |            |                                  |                 |                                             |                   |                     |
| 44 | 5          | «You Get What You Need»          | Chad Lowe       | David Marshall Grant & Cliff Olin           | октябрь 26, 2008  | 10.11               |
| Китти интересуется у Кевина, примет ли он предложение Роберта. Но он даёт ей понять, что это ему не интересно. Кевин встречается с родителями Скотти. Сара хочет найти новую интересную работу, которая бы помогла проводить больше времени с детьми. |            |                                  |                 |                                             |                   |                     |
| 45 | 6          | «Bakersfield»                    | Gloria Muzio    | Molly Newman & Peter Calloway               | ноябрь 2, 2008    | 9.72                |
| Нора и Китти едут в Бейкерсфильд, чтобы познакомиться с Джорджем Лаферти. Но все идет не так, как планировалось. Сара получает заманчивое бизнес-предложения. Томии и Кевин дерутся и портят важный день Джастина. Китти сообщают Роберту, что их выбрало агентство по усыновлению. |            |                                  |                 |                                             |                   |                     |
| 46 | 7          | «Do You Believe in Magic»        | Michael Morris  | Sherri Cooper-Landsman & Jennifer Levin     | ноябрь 9, 2008    | 10.23               |
| Джордж Лаферти появляется на празднике по случаю годовщины свадьбы Томии и Китти. И вновь семейное торжество оборачивается катастрофой. Китти и Роберт знакомятся с Тришей, женщиной, которая решила отдать ребёнка на усыновление. Но неосторожность Китти приводит к тому, что Триша находит другую пару для усыновления. Джастин признаётся Ребекке в любви. |            |                                  |                 |                                             |                   |                     |
| 47 | 8          | «Going Once...Going Twice»       | Karen Gaviola   | Brian Studler & Beth Schwartz               | ноябрь 16, 2008   | 10.07               |
| Скотти повысили на работе, а Кевин, перейдя работать к Роберту, стал получать меньше, чем раньше. Тем не менее, это не мешает ему купить дом для Скотти, который Нора планировала приобрести для своего центра. Джастин знакомится с эксцентричным геем и решает свети его и Соула. |            |                                  |                 |                                             |                   |                     |
| 48 | 9          | «Unfinished Business»            | Michael Morris  | Jason Wilborn & Nancy Won                   | ноябрь 30, 2008   | 10.19               |
| В добровольно-принудительном порядке Кевин, Скотти, Соул и Джастин помогает Норе отремонтировать дом. Китти ссорится с Робертом из-за Триши. Сара встречает старого знакомого чуть было не лишается работы. Холли берёт Ребекку на работу в Охай, не посоветовавшись с Томми. |            |                                  |                 |                                             |                   |                     |
| 49 | 10         | «Just a Sliver»                  | Michael Schultz | Molly Newman & David Marshall Grant         | декабрь 7, 2008   | 10.66               |
| Все Уолкеры, кроме Сары собираются уехать на День Благодарения. А это значит, что Нора на праздники останется одна. Но их планы рушатся, когда заболевает Элизабет, которой необходима трансплантация печени. Джастин и Кевин проходят тест на отцовство и наконец, узнают правду. |            |                                  |                 |                                             |                   |                     |
| 50 | 11         | «A Father Dreams»                | Tom Amandes     | Jennifer Levin & Michael Foley              | январь 4, 2009    | 9.16                |
| Скотти и Нора пытаются сохранять самообладание и не ругаться, ухаживая за больным Кевином. Китти замещает брата на посту советника Роберта. Джастин решает, что ему необходимо изменить жизнь, после того как Купер выставляет его неудачником в школе. Соул нанимает старого знакомого Норы, который займется перестройкой её дома. Эта новость не особо радует Нору. Томми и Кевин снова ссорятся. |            |                                  |                 |                                             |                   |                     |
| 51 | 12         | «Sibling Rivalry»                | Jeff Melman     | Liz Tigelaar & Josh Reims                   | январь 11, 2009   | 9.07                |
| Китти рекламирует свою книгу, но Роберт и её семья слишком заняты, чтобы поддержать её. У Сары финансовые проблемы. Кевин пытается сохранить секрет Роберта и не проболтаться Китти. Нора и архитектор Роджер, наконец, находят общий язык. Соул отказывается Томми помочь избавиться от Холли, и тогда тот обманом втягивает в это Ребекку. |            |                                  |                 |                                             |                   |                     |
| 52 | 13         | «It's Not Easy Being Green»      | Laura Innes     | Peter Calloway & Sherri Cooper              | январь 18, 2009   | 8.94                |
| Сара сталкивается с проблемами с дочерью-подростком. В то же время она пытается организовать вечеринку по случаю открытия «Гринотопии». Кевин и Роберт едут на охоту. Джастин помогает молодой девушке из кризисного центра, чем вызывает недовольство Ребекки. |            |                                  |                 |                                             |                   |                     |
| 53 | 14         | «Owning It»                      | Bethany Rooney  | Cliff Olin & David Marshall Grant           | февраль 8, 2009   | 9.33                |
| Китти предлагают работу преподавателя в университете. Она хочет согласиться, но понимает, что сейчас важнее ребёнок. Нора организовывает вечеринку для Китти, куда приходят Соул и его друг. Роберт рассказывает Китти о намерении баллотироваться в губернаторы. Ребекка и Джастин ругаются из-за Томми. Ребекка едет к отцу. Нора получает неожиданный звонок. |            |                                  |                 |                                             |                   |                     |
| 54 | 15         | «Lost & Found»                   | Дэвид Пеймер    | Michael Foley & Jennifer Levin              | февраль 15, 2009  | 9.07                |
| Китти обнаруживает, что кто-то саботировал её интервью для журнала Таймс. Нора приглашает Райана к себе. Холли узнаёт о мошенничестве Томми. Китти и Роберт становятся родителями. |            |                                  |                 |                                             |                   |                     |
| 55 | 16         | «Troubled Waters, Part One»      | Ken Olin        | Monica Owusu-Breen & Sherri Cooper-Landsman | март 1, 2009      | 11.93               |
| Радость материнства и страх потери любимого. С этим предстоит столкнуться Китти. Роберт находится в тяжелом состоянии. Томми хочет исправить сделанное, но уже слишком поздно. |            |                                  |                 |                                             |                   |                     |
| 56 | 17         | «Troubled Waters, Part Two»      | Ken Olin        | David Marshall Grant & Molly Newman         | март 1, 2009      | 11.93               |
| Радость материнства и страх потери любимого. С этим предстоит столкнуться Китти. Роберт находится в тяжелом состоянии. Томми хочет исправить сделанное, но уже слишком поздно. |            |                                  |                 |                                             |                   |                     |
| 57 | 18         | «Taking Sides»                   | Michael Morris  | Michael Foley & Beth Schwartz               | март 8, 2009      | 10.50               |
| 58 | 19         | «Spring Broken»                  | Richard Coad    | Sherri Cooper-Landsman & Brian Studler      | март 15, 2009     | 10.58               |
| 59 | 20         | «Missing»                        | Michael Schultz | Jason Wilborn & Nancy Won                   | март 22, 2009     | 10.81               |
| 60 | 21         | «S3X»                            | Laura Innes     | Cliff Olin & David Marshall Grant           | апрель 19, 2009   | 9.63                |
| 61 | 22         | «Julia»                          | Michael Morris  | Molly Newman & Michael Foley                | апрель 26, 2009   | 9.63                |
| 62 | 23         | «Let's Call The Whole Thing Off» | Laura Innes     | Peter Calloway & Daniel Silk                | май 3, 2009       | 9.22                |
| 63 | 24         | «Mexico»                         | Ken Olin        | Alison Schapker & Monica Owusu-Breen        | май 10, 2009      | 8.84                |

### Сезон 4 (2009-10)
| № общий | № в сезоне | Название                       | Режиссёр        | Автор сценария                           | Дата премьеры     | Зрители в США (млн) |
| ------- | ---------- | ------------------------------ | --------------- | ---------------------------------------- | ----------------- | ------------------- |
| 64      | 1          | «The Road Ahead»               | Ken Olin        | Molly Newman & Marjorie David            | сентябрь 27, 2009 | 9.38                |
| 65      | 2          | «Breaking the News»            | Ken Olin        | David Marshall Grant & Cliff Olin        | октябрь 4, 2009   | 9.65                |
| 66      | 3          | «Almost Normal»                | Michael Schultz | Jennifer Levin & Sherri Cooper-Landsman  | октябрь 11, 2009  | 8.97                |
| 67      | 4          | «From France With Love»        | Michael Morris  | Sarah Goldfinger & Michael Foley         | октябрь 18, 2009  | 9.72                |
| 68      | 5          | «Last Tango in Pasadena»       | Bethany Rooney  | Molly Newman & Jason Wilborn             | октябрь 25, 2009  | 9.97                |
| 69      | 6          | «Zen & the Art of Making Mole» | Michael Schultz | Brian Studler & Geoffrey Nauffts         | ноябрь 1, 2009    | 9.46                |
| 70      | 7          | «The Wig Party»                | Ken Olin        | Marjorie David & David Marshall Grant    | ноябрь 8, 2009    | 9.08                |
| 71      | 8          | «The Wine Festival»            | Michael Morris  | Sherri Cooper-Landsman & Michael Foley   | ноябрь 15, 2009   | 10.08               |
| 72      | 9          | «Pregnant Pause»               | Matthew Rhys    | Sarah Goldfinger & Jennifer Levin        | ноябрь 29, 2009   | 8.69                |
| 73      | 10         | «Nearlyweds»                   | Laura Innes     | Michael J. Cinquemani & Molly Newman     | декабрь 6, 2009   | 10.81               |
| 74      | 11         | «A Bone to Pick»               | Chad Lowe       | Cliff Olin & Brian Studler               | январь 3, 2010    | 10.78               |
| 75      | 12         | «The Science Fair»             | Laura Innes     | Monica Owusu-Breen & Alison Schapker     | январь 10, 2010   | 10.45               |
| 76      | 13         | «Run Baby Run»                 | Richard Coad    | Marjorie David & Jason Wilborn           | январь 17, 2010   | 7.97                |
| 77      | 14         | «The Pasadena Primary»         | Jonathan Kaplan | Michael Foley & Geoffrey Nauftts         | январь 31, 2010   | 7.65                |
| 78      | 15         | «A Valued Family»              | Michael Schultz | Sarah Goldfinger & Michael Cinquemani    | февраль 21, 2010  | 7.85                |
| 79      | 16         | «Leap of Faith»                | Michael Morris  | Matt Donnelly & Marc Halsey              | февраль 28, 2010  | 7.92                |
| 80      | 17         | «Freeluc.com»                  | Bethany Rooney  | Molly Newman & Brian Studler             | март 14, 2010     | 8.53                |
| 81      | 18         | «Time After Time, Part One»    | Ken Olin        | Sherri Cooper-Landsman & Jennifer Levin  | апрель 11, 2010   | 8.84                |
| 82      | 19         | «Time After Time, Part Two»    | Ken Olin        | Alison Schapker & Monica Owusu-Breen     | апрель 11, 2010   | 8.84                |
| 83      | 20         | «If You Bake It He Will Come»  | Bethany Rooney  | Marjorie David & Cliff Olin              | апрель 18, 2010   | 7.84                |
| 84      | 21         | «Where There's Smoke...»       | Michael Morris  | Michael Foley & Jason Wilborn            | апрель 25, 2010   | 8.36                |
| 85      | 22         | «Love All»                     | Michael Schultz | Michael J. Cinquemani & Sarah Goldfinger | май 2, 2010       | 8.44                |
| 86      | 23         | «Lights Out»                   | Michael Morris  | Molly Newman & Brian Studler             | май 9, 2010       | 8.18                |
| 87      | 24         | «On The Road Again»            | Ken Olin        | David Marshall Grant & Geoffrey Nauffts  | май 16, 2010      | 9.93                |

### Сезон 5 (2010-11)
| № общий | № в сезоне | Название                    | Режиссёр        | Автор сценария                               | Дата премьеры     | Зрители в США (млн) |
| ------- | ---------- | --------------------------- | --------------- | -------------------------------------------- | ----------------- | ------------------- |
| 88      | 1          | «Homecoming»                | Michael Morris  | David Marshall Grant & David Babcock         | сентябрь 26, 2010 | 9.47                |
| 89      | 2          | «Brief Encounter»           | Jonathan Kaplan | Molly Newman                                 | октябрь 3, 2010   | 9.17                |
| 90      | 3          | «Faking It»                 | Michael Schultz | Veronica Becker & Geoffrey Nauffts           | октябрь 10, 2010  | 8.90                |
| 91      | 4          | «A Righteous Kiss»          | Ken Olin        | Cliff Olin & Stephen Tolkin                  | октябрь 17, 2010  | 8.81                |
| 92      | 5          | «Call Mom»                  | Michael Schultz | Veronica Becker & Brian Studler              | октябрь 24, 2010  | 8.21                |
| 93      | 6          | «An Ideal Husband»          | Bethany Rooney  | David Marshall Grant & Michael J. Cinquemani | октябрь 31, 2010  | 8.15                |
| 94      | 7          | «Resolved»                  | Michael Schultz | David Babcock & Gina Lucita Monreal          | ноябрь 7, 2010    | 8.70                |
| 95      | 8          | «The Rhapsody Of The Flesh» | Matthew Rhys    | Molly Newman                                 | ноябрь 14, 2010   | 8.69                |
| 96      | 9          | «Get A Room»                | Eli Craig       | Marc Halsey & Matt Donnelly                  | декабрь 5, 2010   | 7.59                |
| 97      | 10         | «Cold Turkey»               | Michael Morris  | Stephen Tolkin & Geoffrey Nauffts            | декабрь 12, 2010  | 8.76                |
| 98      | 11         | «Scandalized»               | Bethany Rooney  | Veronica Becker & Sarah Kucserka             | январь 2, 2011    | 7.85                |
| 99      | 12         | «Thanks For The Memories»   | Michael Mayers  | Cliff Olin & Brian Studler                   | январь 9, 2011    | 8.25                |
| 100     | 13         | «Safe At Home»              | Richard Coad    | Michael J. Cinquemani & John Kazlauskas      | январь 16, 2011   | 7.07                |
| 101     | 14         | «The One That Got Away»     | Michael Morris  | Gina Lucia Monreal & David Babcock           | февраль 13, 2011  | 6.27                |
| 102     | 15         | «Brody»                     | Matthew Rhys    | Molly Newman                                 | февраль 20, 2011  | 6.77                |
| 103     | 16         | «Home Is Where the Fort Is» | Bethany Rooney  | Geoffrey Nauffts & Brian Studler             | март 6, 2011      | 7.37                |
| 104     | 17         | «Olivia's Choice»           | Michael Morris  | Cliff Olin & Stephen Tolkin                  | апрель 10, 2011   | 6.59                |
| 105     | 18         | «Never Say Never»           | Bethany Rooney  | Sarah Kucserka & Veronica Becker             | апрель 10, 2011   | 6.43                |
| 106     | 19         | «Wouldn't It Be Nice»       | Ken Olin        | Michael J. Cinquemani & Marc Halsey          | апрель 17, 2011   | 6.32                |
| 107     | 20         | «Father Unknown»            | Matthew Rhys    | Molly Newman & Gina Lucita Monreal           | апрель 24, 2011   | 6.55                |
| 108     | 21         | «For Better or for Worse»   | Michael Morris  | Stephen Tolkin & Matt Donnelly               | май 1, 2011       | 5.70                |
| 109     | 22         | «Walker Down the Aisle»     | Ken Olin        | David Marshall Grant & David Babcock         | май 8, 2011       | 7.18                |